# オム・サンヒョン
オム・サンヒョン（嚴 祥鉉、엄상현、1971年12月29日 - ）は、大韓民国の男性声優。
EBS17期。現在はEBSの専属契約を離れ、フリーランスとして活動。

## 出演作品
※太字は主役・メインキャラクター。

### アニメ

#### 日本作品の吹き替え
- ベルサイユのばら（アンドレ・グランディエ）
- おおきく振りかぶって（田島悠一郎）
- おそ松くん (イヤミ)
- カードキャプターさくら (木之本藤隆、クロウ・リード)
- ソニックX（ソニック・ザ・ヘッジホッグ）
- シャーマンキング（ホロホロ）
- 犬夜叉（鋼牙）
- ツバサ・クロニクル (小狼)
- DEATH NOTE（L）
- XXXHOLiC (四月一日君尋)
- 鋼の錬金術師（エンヴィー、ゾルフ・J・キンブリー、ジャン・ハボック、ティム・マルコー）
- 機動戦士ガンダムSEED（キラ・ヤマト）
- 涼宮ハルヒの憂鬱（キョン）
- 遊戯王デュエルモンスターズ（武藤遊戯）
- 忍者ハットリくん (獅子丸、三葉健太郎)
- ポケットモンスターXY（アラン）
- 名探偵コナン (桜庭裕一)

#### 韓国オリジナル作品
- トゥルトゥルトゥ ナロンイ（タゾリ 父、宇宙人）
- フラワーリングハート（チェス王子）
- ちびっこバス タヨ（ロギ、パット、シャイン）
- シノストーン（ワリョン）
- 最強戦士ミニ特攻隊（ボルト〈変身後〉、ラオシュー、タオ博士、カオ土佐、ウエクパ、ティーレックス）
- キャッチ!ティニピン（アザピン、カイル、イドゥン）

#### アメリカ作品の吹き替え
- ドーラといっしょに大冒険（バックパック）
- ザ・ペンギンズ from マダガスカル（モート）
- ティーンエイジ・ミュータント・ニンジャ・タートルズ(2012)（ミケランジェロ）
- レギュラーSHOW〜コリない2人〜 (マッスルマン、キャンディ)

### 映画の吹き替え
- モアナと伝説の海（村人）
- プーと大人になった僕（クリストファー・ロビン）
- 宇宙戦争 (ロビー・フェリエ)

### 特撮の吹き替え
- 仮面ライダーカブト（加賀美新）
- 魔法戦隊マジレンジャー（魔法猫スモーキー、冥府神スレイプニル、冥府神ティターン）
- 炎神戦隊ゴーオンジャー（城範人、バルカ）
- トミカヒーロー レスキューフォース（陣雷響助）
- 仮面ライダーディケイド（アラタ）
- 仮面ライダーW（左翔太郎）